# Vertagopus haagvari
Vertagopus haagvari är en urinsektsart som beskrevs av Fjellberg 1996. Vertagopus haagvari ingår i släktet Vertagopus, och familjen Isotomidae. Arten är reproducerande i Sverige.